# Стадион Диошђер (1939)

Стадион Диошђера је стадион у Диошђеру, Мађарска.  Овај стари стадион је замењен новим Стадион Диошђер. (Diósgyőri Stadion) који је отворен 2018. године. Стадион су највише користили за клупски фудбал. Користио га је Диошђер. Стадион примао 17.000 гледалаца, са 4641 седења.

## Историја
Пре отварања стадиона 1939. године ФК Диошђер (Diósgyőri VTK) је играо своје мечеве на игралишту поред локалне кафане. Током 1968. године стадиону је повећан капацитет на 22.00 гледалаца, и са тиме поставши стадион са највећим капацитетом у Мађарској, изван Будимпеште. Рекордан број гледалаца на овом стадиону је био 27. новембра 1968. године на утакмици Диошђера и Ференцвароша, тада је утакмици присуствовало 35.000 гледалаца. 
Између 1992. и 2000. године стадион је носио назив ДФЦ Стадион (DFC Stadium), Разлог томе је промена имена фудбалског клуба са ДВТК (DVTK) на ФК Диошђер (Diósgyőr Football club).
Најпознатији део стадиона су биле трибине зване Чакијеве трибине, именоване по навијачу Јожефу Чакију (Jozsef Csaki).

## Галерија
- Утакмица на стадиону, 1979.
- Стадион из птичје перспективе
- Стари стадион